# پست مینیمالیسم
پست‌مینیمالیسم یک اصطلاح هنری است که توسط رابرت پینکوس ویتن در سال ۱۹۷۱ ابداع شده و در زمینه‌های هنری مختلف برای کارهایی که تحت تأثیر یا تلاش برای توسعه و فراتر رفتن از زیبایی‌شناسی مینیمالیسم است، استفاده می‌شود. این بیان به‌طور خاص در رابطه با موسیقی و هنرهای تجسمی استفاده شده، اما می‌تواند به هر زمینه‌ای اشاره کند که از مینیمالیسم به عنوان یک نقطه مرجع انتقادی استفاده می‌کند.